# Robert J. Godet
Robert J. Godet est un éditeur et écrivain français né le 24 janvier 1921 à Paris et mort le 23 mars 1960 à Bénarès (Inde). Il est le fondateur des éditions Robert J. Godet.

## Biographie

### Jeunesse
Robert Jacques Godet naît le 24 janvier 1921 à Paris. Il est le fils de Raymond Godet et de Stella Halperson. Son père est ingénieur des mines, prospecteur pétrolier et fondateur de la société de forage Forex ; sa mère est psychiatre.
Après sa naissance, ses parents s’installent en Roumanie où son père dirige une filiale de Pétrofina (Compagnie financière belge des pétroles). La famille s'installe ensuite à Bruxelles, où naît son frère cadet Gérard Godet (1924-2010). En 1926, la famille s'installe avenue Victor Hugo à Paris.
Robert J. Godet fréquente le lycée Janson-de-Sailly. Fin 1938, il obtient le baccalauréat. Son père, en poste à la direction de la Société franco-égyptienne créée par les frères Nobel, gère les installations de l’étang de Berre. Il envoie Robert au Texas se former sur les puits de pétrole. Celui-ci travaille ainsi comme ouvrier sur le terrain.
Il revient en France en février 1940. En mai, il part pour Aix-en-Provence. Après avoir songé à rejoindre le général de Gaulle à Londres, il décide de rentrer à Paris à l’automne.
Il entame des études de droit et intègre l'École libre des sciences politiques, où il se lie d’amitié avec Arnaud Desjardins qu'il introduira après-guerre dans les groupes Gurdjieff.
En 1941, recruté par Michel Hollard, il intègre le réseau AGIR. Cet hiver-là, il s’initie au judo : « Mes activités clandestines risquant de me faire arrêter à toute heure, j’avais pensé au judo comme arme invisible et efficace… » écrira-t-il dans Tout le judo.
Dans la Résistance avec sa jeune fiancée Elisabeth Fumière, dite Babette (Babette Bridault, qui travaille au quotidien Aujourd'hui, il fait la connaissance de l'écrivain Robert Desnos. Dans son roman Légende d'un dormeur éveillé (éditions Héloïse d'Ormesson, 2017), Gaëlle Nohant relate la naissance de leur amitié ainsi :
« Elle lui a présenté son mari, un gamin de vingt ans passionné de livres. Robert et Robert se sont entendus comme cochons, et la fréquentation de Robert l'ancien a poussé Robert le jeune à se lancer dans l'édition...»
En 1942, Robert J. Godet est entraîné rue des Colonels-Renard par ses amis Yahne Le Toumelin et le fiancé de cette dernière Jean-François Ricard (qui ne s’appelle pas encore Jean-François Revel), Frédérick Leboyer, Pierre Schaeffer dans l'appartement parisien de Georges Gurdjieff, où ils reçoivent les enseignements du « maître ».
En 1943, Robert J. Godet et Elisabeth Fumière se marient à la mairie du 16e arrondissement de Paris.

### Années d'édition
De 1941 à 1954, Robert J. Godet, éditeur puis écrivain, publie vingt-cinq ouvrages d’artistes, de poètes ou écrivains vivants.
En décembre 1941, il crée les maisons d'éditions « Le Solitaire » et « Pour mes amis ».
Pour contourner la censure, le premier ouvrage publié est antidaté (1937),  il s'agit de :
- Madame Edwarda de Georges Bataille, sous le pseudonyme de Pierre Angélique[7], illustré par André Masson que Robert J. Godet rencontre après guerre à New York, en 1945, et dont il va rester proche.

En 1942, Henri Parisot présente Henri Michaux à Robert J. Godet qui devient son éditeur et ami.
Parisot lui présente également Antonin Artaud et lui propose de publier un volume, augmenté par l’auteur, d’Un voyage au Pays des Tarahumaras, déjà paru dans la NRF en 1937.
Cette année-là, il ne publie qu'un ouvrage :
- Variations sur un thème inconnu, du poète Eleanor.

En 1943, il crée une troisième maison d'édition à son nom : les éditions Robert J.Godet et dans la foulée publie sept ouvrages : 
- La Sphère de sable, de Georges Hugnet, illustré de gravures originales de Jean Arp ;
- État de veille, de Robert Desnos, collection « Pour mes amis », illustré de dix gravures originales de Gaston-Louis Roux ;
- Filicornis, A memory Fancy, son premier écrit, dans la collection « Pour mes amis », sous le pseudonyme de Robs ;
- Le Feu au cul, de Georges Hugnet, illustré par Óscar Domínguez ;
- La Chèvre-feuille, de Georges Hugnet, illustré de six gravures originales de Pablo Picasso ;
- Le Grand Ordinaire, d’André Thirion, illustré par Óscar Domínguez ;
- Exorcismes, d'Henri Michaux, avec des dessins à l'encre de l'auteur, édition de luxe à 250 exemplaires sur vélin blanc, à ses dépens.

En 1944, quatre publications figurent au catalogue des éditions Robert J. Godet : 
- Le Feu maniaque, de Gisèle Prassinos, un ouvrage antidaté préfacé et postfacé par André Breton, des textes choisis par Henri Parisot et dont la couverture est dessinée par l'auteure, en janvier ;
- Labyrinthes, d'Henri Michaux, avec quatorze dessins de l’auteur, en avril ;
- Contrée, de Robert Desnos, 25 poèmes illustrés d'une eau-forte de Pablo Picasso, publié en mai, un mois avant la mort de l'ami déporté[8] ;
- Ana, d'André Frédérique, dans sa nouvelle collection « Plaisir du Prince », dont ce sera l'unique publication, le 31 juillet.

Le 20 janvier 1944, Artaud lui a envoyé le Supplément au voyage au Pays des Tarahumaras mais, bien que celui-ci se soit remis au travail, la guerre et l’internement de l’artiste ont retardé le projet de cette publication. L'amitié entre Godet et Artaud dure jusqu’à la mort de l'écrivain en 1948, alors que Godet s’apprêtait enfin à le publier.
En 1945, il publie trois ouvrages :
- Clément, de Maurice Toesca, illustré de 51 lithographies de Ruud Verspyck ;
- Le Temps d'en finir, de Roger Lannes, illustré d'une lithographie de Pierre Roy ;
- Sous pente, de Robert Tudal, illustré d'une lithographie en huit couleurs de Geroges Braque.

En 1946, il ne publie qu'un ouvrage, et aucun en 1947 :
- Rescapée, de Claude Bernet, préfacé par Claude Morgan, en mars ;

En 1948, il publie :
- Livre des morts des anciens égyptiens, d'Anton Prinner, dont l’intérêt pour l'Égypte avait poussé (dès 1934-1935) à inventer la « papyrogravure », un procédé économique avec des matrices en carton.
- Les Dix Étapes dans l'art de garder la vache, de Georges Gurdjieff, illustré de dix gravures de Ralf Gautel (autre pseudonyme de Robert J. Godet).

En octobre, il lance l'unique numéro de la revue Pralaya, dont les collaborations plus ou moins volontaires (pastiches ou non) lui valent une brouille momentanée avec Henri Michaux qui n’apprécie guère cette liberté prise avec la littérature.
En 1949, il publie :
- Signes d'Anton Prinner, un recueil dédié à monsieur et madame Batigne, ses futurs beaux-parents.

En 1950, il publie deux ouvrages :
- L'Âge d'or, de Robert J. Godet, illustré d'une eau-forte et d'une pointe sèche, Pour Robs, portrait de l'auteur par Pablo Picasso ;
- Lecture de huit lithographies de Zao Wou Ki, une commande de Robert J. Godet à Henri Michaux, avec une gouache et une suite de Zao Wou-Ki.

En 1951, il publie :
- Le Manifeste mystique, de Salvador Dalí, rencontré à New York en 1945, et illustré par un dessin de Dalí[10].

En 1954, il publie :
- Suite de Marsac, de Rémy Duval, cent vingt exemplaires dont dix avec un dessin et quatre états en couleur d'une lithographie originale de l'auteur ;
- La Voie abrupte, illustré d'une lithographie originale du portrait de Marguerite par Cecil Michaelis, en octobre.

### Écrits et aventures
En novembre 1944, Robert J. Godet est chargé par le Gouvernement provisoire de la République française d’une mission pour « faire entendre la voix de la résistance française dans les Amériques ». Pour cela il passe par Londres où il rencontre Pierre Lazareff, alors directeur de l'American Broadcasting System In Europe, et Jacques Soustelle qui s’apprête à prendre la direction de la Direction générale des études et recherches (DGER) et lui enjoint de pousser le voyage jusqu’au Mexique. Ils vont rester complices jusqu’à la mort de Godet.
En décembre 1944, il est à Lima : un véritable choc, « une autre planète » pour reprendre ses propres mots dans le Jardin des cinq saisons (1956, Julliard) « Où la fonction des femmes était d’être désirables et non pas infirmières, où les hommes cherchaient à gagner des pesos et non pas à fuir les barbelés, où un 25 décembre on mangeait des fraises après s’être baigné dans un océan dont le nom même était Pacifique, au lieu de grelotter dans la boue et sous les balles. »
En janvier 1945, Robert J. Godet arrive à New York avec le projet d’une revue d’avant-garde, multiculturelle et multilingue, intitulée Elan. À New York, il devient proche d'Hélène Gordon-Lazareff qui, de retour en France, créera le magazine Elle, dans lequel elle publiera en feuilleton dans les nos 449, 450, 451, 452 et 453 en 1954, les récits de leur voyage en 2CV jusqu’aux portes de l’Himalaya, écrits par Marguerite Batigne, sa seconde épouse.
Quand l'île Clipperton, seul territoire français du Pacifique nord, est soudainement occupée par les États-Unis, Robert J. Godet — sous l’injonction de Jacques Soustelle — part y planter le drapeau français. Le 21 mars 1945, à la suite d’une protestation officielle, Clipperton est rétrocédé à la France. Robert J. Godet effectue un séjour au Mexique où il rencontre Max Ernst et Victor Serge. Ce séjour le marque, il se dit fasciné par l’art maya, ses mythes et légendes, et retrouve Leonora Carrington.
De retour à Paris, il approfondit sa recherche des philosophies ésotériques et orientales. En 1947, au sein des groupes Gurdjieff, Robert J. Godet se rapproche de Louis Pauwels.

Fin 1947, il rencontre Alfred Smoular, ethnologue du Tibet et du Japon. Grand ami de Robert Desnos à qui il avait commandé la Cantate pour l’inauguration du musée de l’Homme (1936), résistant lui aussi interné à Auschwitz en avril 1944. De retour de déportation, celui-ci vient d'épouser Marguerite Batigne (1927-1978), tout juste rentrée de New York où elle a passé les années de guerre avec ses parents. Quand Robert et Marguerite partent pour Venise, Alfred Smoular, devenu journaliste, décide de repartir en Asie ; ce qu'il fera en 1951 pour couvrir la guerre de Corée. 

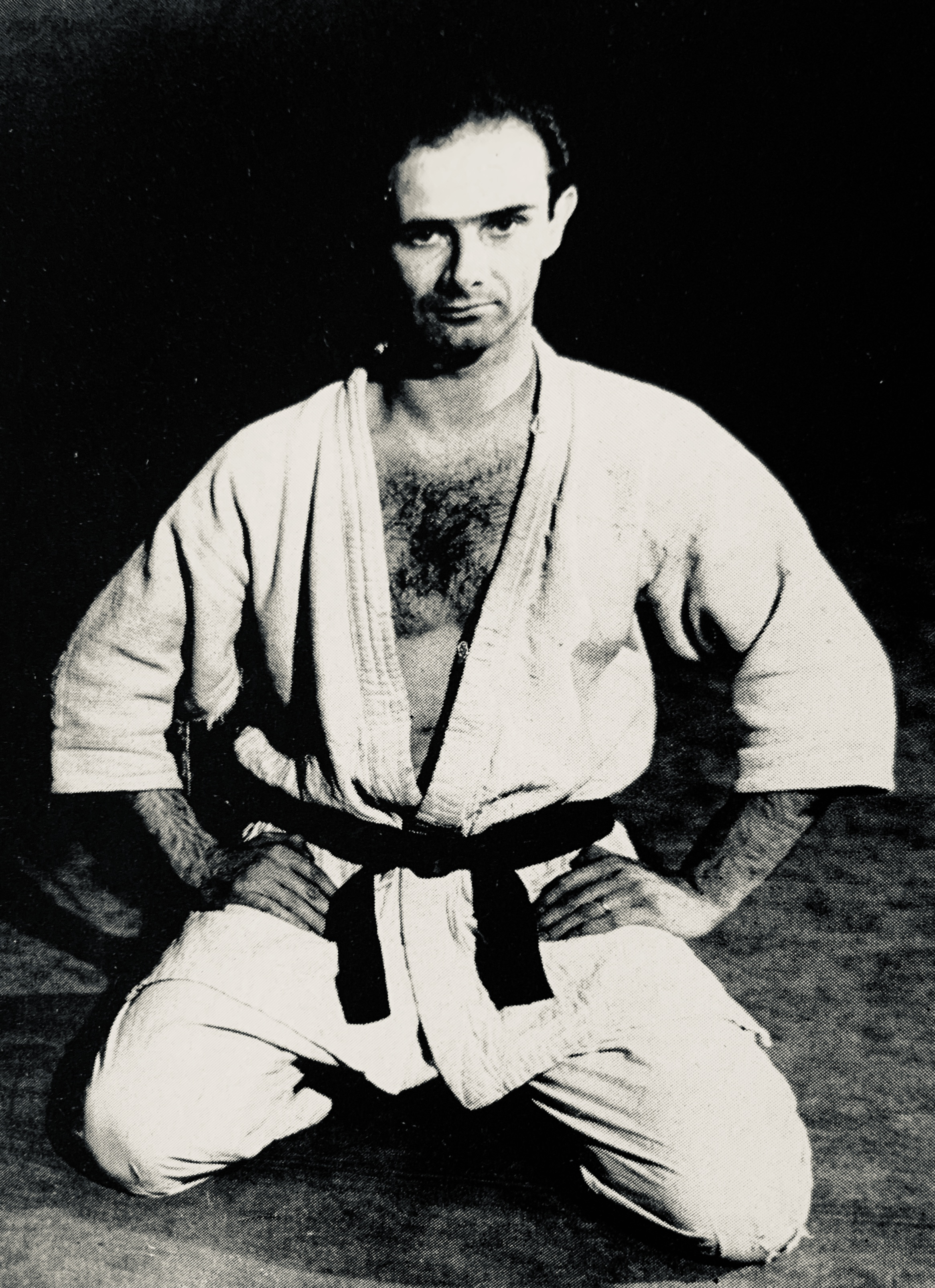
Robert J. Godet en kimono, Paris, 1952.

En 1948, de plus en plus impliqué dans sa pratique du judo et ses recherches philosophiques, Robert J. Godet provoque une rencontre entre Szoun-Wou-Koungh, dit Sun, le sage vagabond d’origines kyachgares parlant cent langues, ayant mille noms — qui lui permirent d’échapper à tous les contrôles sous l’Occupation — et Georges Gurdjieff, mais ils n’ont rien à se dire… Serge Beucler, dans la revue Planète no 23 (été 1971) rapporte que les deux maîtres mystiques n’échangèrent aucun mot. « Est-ce que l’on parle à un miroir ? » fut la réponse obtenue par Robert J. Godet de Szoun.
Entre 1949 et fin 1951, Robert J. Godet se consacre principalement au judo — il fait alors un long séjour en Hollande où il se perfectionne auprès de Gerhard Frederik Marinus Schutte (de), dit Opa, judoka néerlandais de grande renommée. L'année 1951 est dédiée à ses recherches philosophiques, à l’écriture, et enfin au bouddhisme tibétain auprès de Szoun. Ces années marquent un tournant dans sa vie.
En 1952, Robert J. Godet publie Tout le judo, histoire, technique, philosophie, anecdotes aux éditions Amiot-Dumont.
Désireux d'aller aux sources de l’inspiration de la philosophie hindoue, il prépare son premier voyage vers l’Asie qui le mènera jusqu’aux portes de l’Himalaya. Un projet nécessitant une longue et méticuleuse préparation. Il étudie alors le souffisme.
Le 14 mars 1953, Robert J. Godet et Marguerite Batigne quittent Paris pour quelque 30 000 km au volant de « Pegasette » leur 2 CV bourrée de pièces de rechange. Un voyage d’une durée de huit mois en direction de Gangtok, au Sikkim. Pierre de Grèce, rencontré en Afghanistan, les y attend à Tashiding, sa demeure de Kalimpong (Inde). Celui-ci parle couramment tibétain et leur ouvre les portes du Sikkim. L'amitié entre les deux hommes agit comme un véritable déclencheur sur Robert J. Godet ; désormais son engagement auprès du peuple tibétain sera sans faille.

Au Sikkim, il fait la rencontre de son troisième maître sprirituel : Jamyang Khyentsé Chökyi Lodrö ; cette rencontre s'avère déterminante. Tashi Namgyal, le Sri Panch Maharaja Maharaja, chogyal du Sikkim est proche du prince Pierre de Grèce et se lie d’amitié avec Robert J. Godet qui invite son fils, Palden Thondup Namgyal, à lui rendre visite en France. 

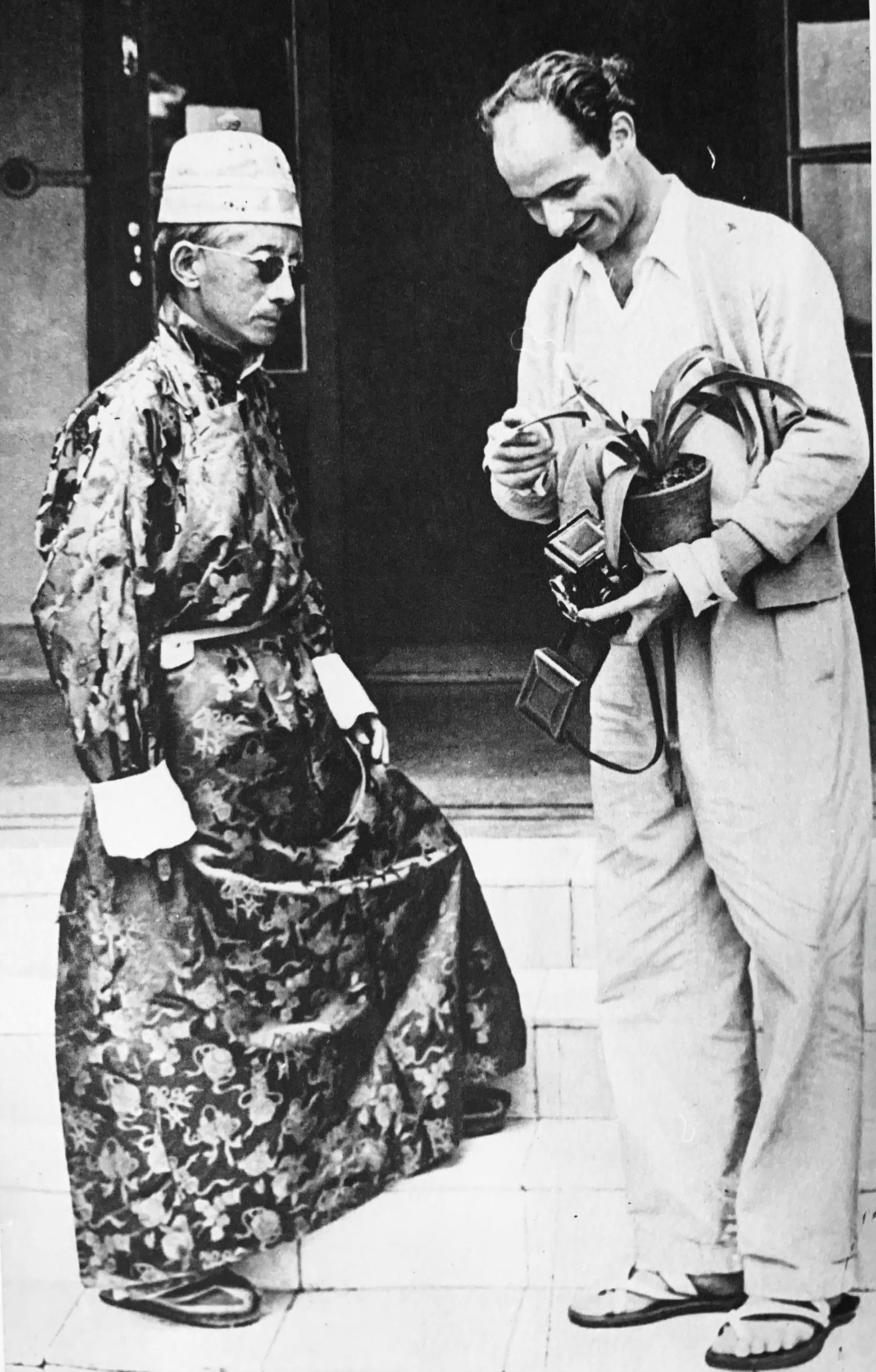
Robert J. Godet et le chogyal Tashi Namgyal à Gangtok, 1953.

En 1954, de retour à Paris, Robert J. Godet fait une autre rencontre tout aussi décisive, cette fois avec Yves Klein. Tous deux judokas (Klein 4e dan, Godet 5e), chacun ouvrant une école de judo (Klein à Fontenay-aux-Roses, Godet à Paris), tous deux passionnés de philosophies orientales, tous deux rentrant de voyages en Asie, tous deux aspirants cinéastes, écrivains, artistes. Avec Jean Tinguely, Raymond Hains, Jacques Villeglé, ils forment très vite un nouveau groupe inséparable. Camille Bryen, Georges Mathieu, Hans Hartung, Wols, puis Daniel Spoerri font partie des artistes qui désormais cogitent régulièrement ensemble, bientôt rejoints par Pierre Restany.
En avril 1954 paraît le premier tome de son récit de voyage : En 2 CV vers les hauts lieux d’Asie, De Paris à l’Afghanistan, aux éditions Amiot-Dumont.
En juillet 1954, le bulletin d’Informations Citroën no 149, réservé au réseau des agents de la marque, publie cette aventure « De Paris au Thibet en 2CV » en première page.
Le 7 août 1954, il part vers la Perse, toujours au volant de l’infatigable « Pegasette », avec Marguerite Batigne durant trois mois, dont six semaines en Iran qu’ils connaissent déjà bien et où ils ont pléthore de contacts tissés au cours de leur premier voyage en Orient. Ce voyage sera matière à son troisième livre de voyage : le Jardin des cinq saisons.
En novembre, Yves Klein lui dédicace un exemplaire de son livre Les fondements du judo (publié en octobre chez Grasset) en ces termes : « À Robert Godet, le plus grand judoka français, je crois… Un sincère hommage de l’auteur. »
En 1955, Robert J. Godet présente l’architecte Bernadette Allain à Yves Klein. Le couple conçoit les premiers monochromes dans la cuisine de la mère de Klein, la peintre Marie Raymond.
Robert J. Godet dédie ses principales activés de l’année 1955 à son père, Raymond Godet, mort en janvier. Amédée Maratier, ayant pris les rênes de la société Forex, lui commande un documentaire sur les forages en Afrique, notamment en Algérie où Robert J. Godet retrouve Jacques Soustelle. Il tourne au Gabon, au Maroc, en Algérie, un film sur l'or noir intitulé Vingt-mille lieues sous les terres, qui sera primé au Festival de Cannes de 1956 dans la section « Amateur ».
En juillet 1955, paraît À travers les sanctuaires de l’Inde chez Amiot-Dumont, illustré, entre autres, d’une photographie du Maharaja Maharaja Chogyal du Sikkim avec l’auteur.
En 1956, Robert J. Godet écrit et publie une pièce de théâtre : Le destin du royaume, chez l’auteur (Ile Saint-Louis) ; et publie le Jardin des cinq saisons, dans la collection « La croix du sud » chez Julliard.
En 1957, Robert J. Godet se passionne pour l’aviation et effectue la liaison Paris-Bornéo-Paris en monomoteur Jodel.
Le 5 juin 1958, Yves Klein effectue dans l'île Saint-Louis son premier happening des « pinceaux vivants », chez Robert J. Godet, 9 rue Le Regrattier. Pour cette occasion, un grand dîner mondain est organisé pour lequel sont louées des chaises « modèle Dior ». Ensemble, ils expérimentent également les peintures de feu.
En décembre 1958, il publie ses Contes de la Valmourani  à compte d'auteur (Ile Saint-Louis). Il prépare son prochain voyage au Sikkim avec Pierre de Grèce, qui publie, cette même année, la Chevauchée tibétaine aux éditions Fernand Nathan. Alertés depuis la révolte en Amdo sur l'avenir du Tibet, tous deux s’investissent dès lors très largement dans la cause tibétaine.

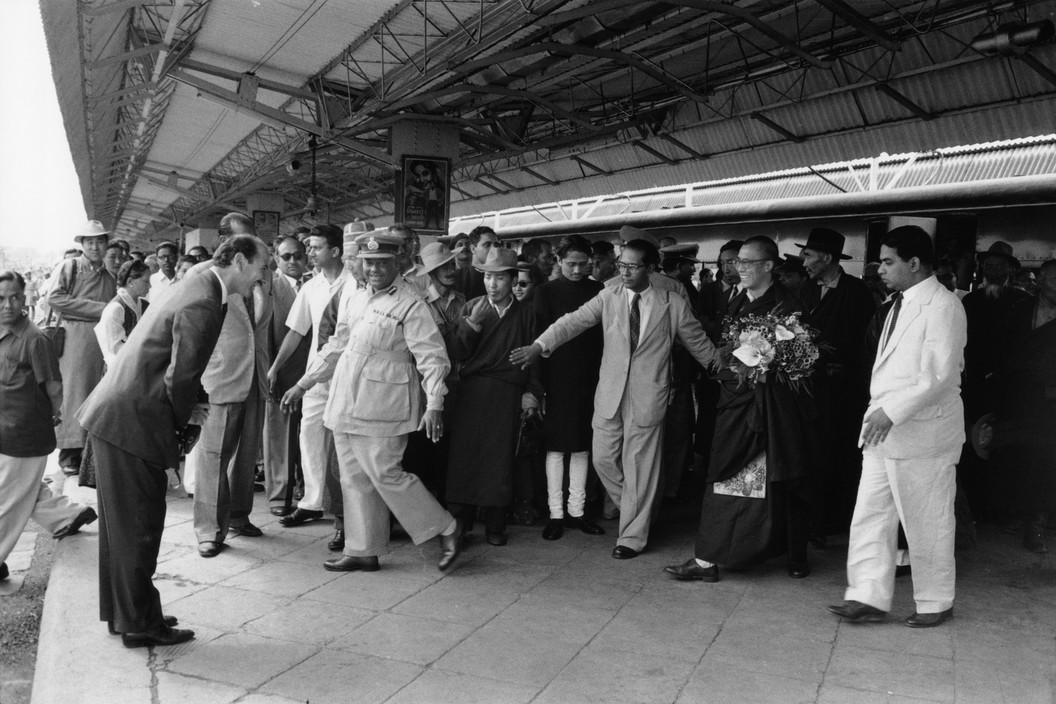
Robert J. Godet accueillant le dalaï-lama à Siliguri, 1959.

En mars 1959, Pierre de Grèce et Robert J. Godet sont en Inde au moment du soulèvement tibétain de 1959 et de la fuite du Dalaï-Lama vers l'Inde. Une photographie de Marilyn Silverstone témoigne de la réception du Dalaï-Lama par Robert J. Godet en gare de Siliguri le 19 avril. Le sourire et surtout le regard que les deux hommes y échangent dispensent de tout commentaire. Ensemble, ils rendent visite à Tashi Namgyal ; Robert J. Godet couvre l’événement pour Paris-Presse.
Fin 1959, par le biais de la société pétrolière Forex, créée et dirigée par son père jusqu'à sa mort, il acquiert un bimoteur Cessna, se souvenant en riant de ce que Frédérick Leboyer lui avait dit au retour de Bornéo : « Tenter d’aller si loin avec une seule hélice est assez risqué. », et de sa réponse : « On risque déjà tant de pannes avec un seul moteur, qu’est-ce que ce serait avec deux ? »
En février 1960, Robert J. Godet obtient l’accord de la RTF (Radiodiffusion-télévision française) pour partir avec le journaliste Jean Godignon et Janine Léothaud au Japon. Cette fois, il a promis à Yves Klein d’aller à la rencontre du Bouddhisme Zen ; mais avant, il a aussi promis à Palden Thondup Namgyal de lui servir de messager auprès de sa future épouse, l’Américaine Hope Cooke. Les trois voyageurs font donc une longue halte en Inde où ils retrouvent Pierre de Grèce. De là, ils se rendent à Gantok où Robert J Godet rencontre une dernière fois son maître, Jamyang Khyentsé Chökyi Lodrö, et le jeune 14e Dalaï-Lama. Les autorités indiennes avaient déjà expulsé Pierre de Grèce une première fois en 1957, mais le prince a obtenu partiellement gain de cause auprès de Nehru afin qu'il ne confisque pas ses biens et l’autorise à séjourner en Inde. Pierre de Grèce sait qu'en raison de leur soutien aux Tibétains, Robert J. Godet et lui sont surveillés de près. Cela ne les empêche pas d'être toujours aussi actifs auprès des réfugiés tibétains.
Le 23 mars 1960, Robert J. Godet est aux commandes de son Piper PA-23, immatriculé F-DAFH, avec Jean Godignon et Janine Léothaud à bord ; à 14 heures 30, heure locale, tous trois périssent sur le tarmac de l'aéroport de Bénarès ; ou dans les airs… aucune précision ne sera jamais donnée par les autorités locales. Au lendemain de l’accident, le quotidien France-Soir publie une photo de Robert J. Godet et de Jean Godignon, prise le 24 février au départ du Bourget, illustrant l’article intitulé : « Robert J. Godet avait été le seul Français témoin de la fuite du Dalaï-Lama. » Dans son numéro du 25 mars 1960, Le Monde titre : « M. Godignon reporter à la RTF et deux autres Français sont tués dans un accident d’avion près de Bénarès ».
Dans le nº 23 de la revue Planète (été 1971), Serge Beucler publie l’article : Sun, un maître errant. Après une rencontre avec Leïla Godet Voight (es), la fille cadette de Robert J. Godet, il ajoute l'encarté suivant (publié en 2018 sur le blog Chronophonix) :
« Robert J. Godet, s'il disparaît prématurément dans un accident d'avion au-dessus du Tibet en 1960, laisse à sa fille l'empreinte d'un esprit libre. Disciple de Gurdjieff, ce jeune spécialiste de judo et de philosophie ésotérique mène une activité d'éditeur, Artaud, Michaux, Picasso. Il appartient à l'effervescence d'après-guerre, à cette culture du «nouveau» ; le sentiment que le monde se reconstruira dans le champ de nouvelles expérimentations. Ses amis sont une bande de jeunes farfelus utopistes comme Pierre Lazarref, Jean-François Revel ou Jacques Soustelles l'étaient à lépoque de leur jeunesse. En profonde connivence avec Yves Klein, Robert J. Godet est complice des premières expériences que son ami réalise chez lui au 9 de la rue Le Regrattier, les Pinceaux vivants (1957) et les premiers Feu (1958). Il voit donc naître sur le vif tout ce qui fondera par la suite le mouvement du Nouveau Réalisme. En même temps, dans l'aventure de ses longs voyages, il se lie avec le jeune Dalaï Lama et participera à l'organisation de sa fuite de Chine en 1959 avec l'aide de Pierre de Grèce. »
Après sa mort, son frère cadet Gérard Godet (1924-2010), publie en juin 1964 son texte posthume Le judo de l'esprit, illustré par Georges Mathieu et reprend, à la suite de son aîné, le flambeau de la défense de la spiritualité tibétaine, devenant ainsi un grand mécène de l'implantation du bouddhisme tibétain en France.